# Avenida Presidente Juan Domingo Perón (San Miguel)
La Avenida Presidente Juan Domingo Perón, también conocida como simplemente "Avenida Perón" es una de las principales calles de los partidos de San Miguel y José C.Paz.

## Recorrido
La avenida comienza en el cruce con la calle pardo, en Muñiz. Es la continuación de la calle Aconquija, que está ubicada en la localidad de Bella Vista. 
Atraviesa en el Partido de San Miguel las localidades de Muñiz y San Miguel y en el Partido de José C. Paz la localidad de José C. Paz
En esta avenida se encuentran plazas como la plaza de las Carretas en Muñiz y la plaza de San Miguel en San Miguel.

### Calles importantes que cruza
- 0: Inicio de la avenida en su intersección con la calle Pardo.
- 400: Cruce con la calle Alberdi.
- 500: Cruce con la calle Azcuénaga.
- 700: Cruce con la calle Sor. Camila Rolon (ex Juan José Paso).
- 800: Cruce con la calle San José.
- 900: Cruce con la calle Conesa (Inicio de mano única).
- 1100: Cruce con la calle Sargento Cabral.
- 1300: Cruce con la calle Italia.
- 1600: Cruce con la Av. Dr. Ricardo Balbín.
- 1700: Cruce con la calle Tribulato.
- 1900: Cruce con la calle Julio A. Roca (Vuelve a ser doble mano).
- 2700: Cruce con la Av. Primera Junta.
- 3500: Cruce con la calle Int. Arricau.
- 4900: Cruce con la Av. José Altube.
- 5100: Fin de la avenida en su intersección con la Av. Presidente Hipólito Yrigoyen.